# SN 2001G
SN 2001G – supernowa typu Ia odkryta 8 stycznia 2001 roku w galaktyce M+08-17-43. W momencie odkrycia miała maksymalną jasność 16,10m.